# ليزلي غروسمان
ليزلي غروسمان (بالإنجليزية: Leslie Grossman)‏ هي ممثلة أمريكية، ولدت في 25 أكتوبر 1971 في لوس أنجلوس في الولايات المتحدة.

## أعمال

### أفلام
- (2005) ملكة الدماثة 2 مسلحة ورائعة[5]

### مسلسلات
- فضيحة[6]
- مودرن فاميلي

## وصلات خارجية
- ليزلي غروسمان على موقع IMDb (الإنجليزية)
- ليزلي غروسمان على موقع ألو سيني (الفرنسية)
- ليزلي غروسمان على موقع أول موفي (الإنجليزية)
- ليزلي غروسمان على موقع قاعدة بيانات الأفلام السويدية (السويدية)
- ليزلي غروسمان على موقع إن إن دي بي (الإنجليزية)
- ليزلي غروسمان على موقع قاعدة بيانات الفيلم (الإنجليزية)
- ليزلي غروسمان على موقع كينوبويسك (الروسية)